# Záblatí u Prachatic
Záblatí (deutsch Sablat) ist eine Gemeinde in Tschechien. Sie befindet sich fünf Kilometer südwestlich von Prachatice (Prachatitz) im Böhmerwald und gehört zum Okres Prachatice.

## Geographie

### Lage

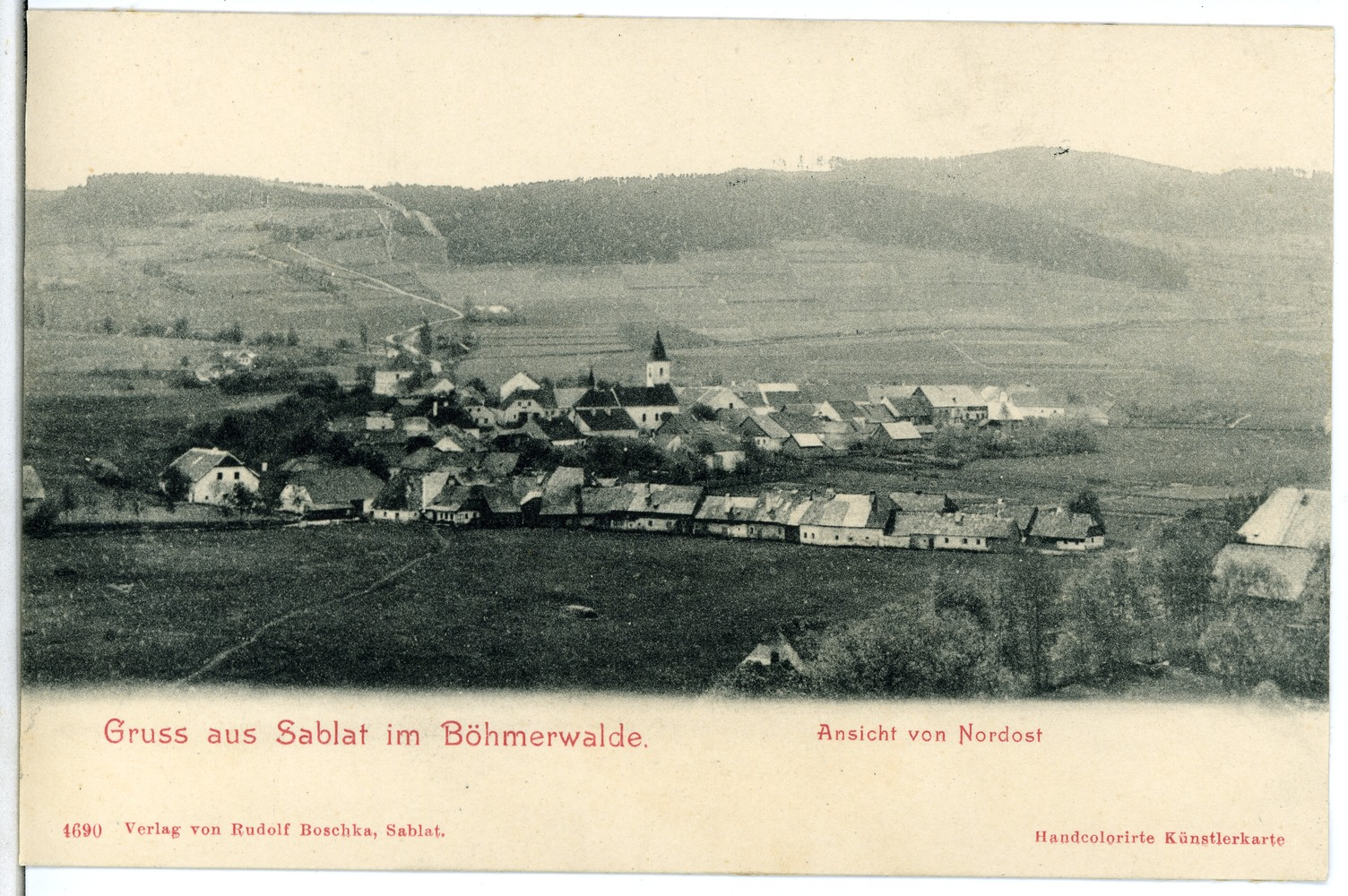
Ortsansicht (1903)

Der Ort liegt am rechten Ufer der Blanice (Flanitz), am tiefsten Punkt eines weiten Talkessels, der im Westen vom Massiv der Berge Boubín (Kubany) und Bobík (Schreiner) und im Süden und Osten von den Ausläufern des Libín begrenzt wird. Nach Norden steigt das Gelände allmählich zu den Höhen der längs der Straße von Vimperk (Winterberg) nach Prachatice sich hinziehenden Ausläufer des Böhmerwaldes an. Am Eingang und am Ausgang dieses Talkessels durchfließt die Blanice eine enge Klamm. Gleich hinter dem Eingang befinden sich auf einem hoch aufragenden Felssporn die Reste der einstigen Burg Hus (Gans). Diese können von Křišťanovice oder dem Friedhof des einstmaligen Dorfes Cudrovice (Zuderschlag) her erreicht werden. Am Ende dieser Klamm liegt ein kleines Naturschutzgebiet, in welchem die Auswirkungen des Hochwassers des Jahres 2002 auf Verlauf des Flusses sowie Fauna und Flora zu sehen sind.

### Gemeindegliederung
Die Gemeinde Záblatí besteht aus den Ortsteilen Albrechtovice (Albrechtschlag), Hlásná Lhota (Wihorschen), Horní Záblatí (Obersablat), Křišťanovice (Christelschlag), Řepešín (Repeschin), Saladín (Soletin), Záblatí (Sablat) und Zvěřenice (Wirschenitz). Zu Záblatí gehören außerdem die Ansiedlungen Dobrá Voda (Gutwasser, auch Bad Grindschädel), Palas, Petrovice (Peterschlag) und Řepešínský Mlýn.  Grundsiedlungseinheiten sind Albrechtovice, Dobrá Voda, Hlásná Lhota, Horní Záblatí, Křišťanovice, Petrovice, Řepešín, Saladín, Záblatí und Zvěřenice.
Das Gemeindegebiet gliedert sich in die Katastralbezirke Albrechtovice, Hlásná Lhota, Horní Záblatí, Křišťanovice u Záblatí, Petrovice u Záblatí, Řepešín, Saladín, Záblatí u Prachatic und Zvěřenice.

### Nachbargemeinden
| Buk    | Kratušín                                    | Zábrdí     |
|        | Kompassrose, die auf Nachbargemeinden zeigt | Prachatice |
| Volary |                                             | Zbytiny    |

## Geschichte
Urkundlich erwähnt wird der Markt Sablat erstmals im Jahre 1337, als König Johann von Luxemburg seinem Oberstkämmerer Peter I. von Rosenberg das Recht verliehen hat, um Sablat Gold zu fördern. Hauptsächlich wurde damals Gold aus dem nur ein kleines Stück unterhalb des Ortes in die Blanice (Flanitz) mündenden Cikánsky Potok (Zigeunerbach) als „Seifengold“ gewaschen. Daneben und später ausschließlich wurde es auch bergmännisch gefördert. Fackel und Beil im Wappen bezeugen das noch heute. Ein letzter Versuch, in der Nähe des Dorfes Wirschenitz Gold bergmännisch zu fördern, endete bereits nach kurzer Zeit wieder im Jahre 1820. Vor wenigen Jahren wurde in der Nähe des Dorfes Albrechtschlag der Eingang in einen Stollen eines mittelalterlichen Bergwerkes entdeckt.
Die Ortsnamen Sablat, Obersablat, Repeschin, Soletin, Wirschenitz und Wihorschen sind slawischen Ursprungs. Die bereits 1359 in einer etwas jüngeren Urkunde erwähnten, höhergelegenen Dörfer mit der Endung „schlag“ – Peterschlag, Albrechtschlag, Christelschlag, Oberschlag und Schneiderschlag – sind hingegen später von deutschsprachigen Siedlern  aus  dem heutigen Niederbayern und Oberösterreich angelegt worden. Sie rodeten den Urwald auf den Höhen südlich und westlich des Hauptortes, um die so gewonnenen Flächen landwirtschaftlich nutzen zu können.
Im Hochmittelalter hatte Sablat seine beste Zeit. Dem  Herren der nahegelegenen Burg Hus (Gans), seinem Kämmerer Sigmund Huler von Orlik, verlieh der böhmische König Wenzel am 30. Oktober 1400 das Recht, den „Markt“ Sablat mit Türmen, Mauern und Gräben zu befestigen. Außerdem erhielt der Ort das Stadtrecht und die Erlaubnis, wöchentlich einen Markt abzuhalten. Weit einträglicher aber war das Recht, von Sablat aus „eine newe strosze bis ken Passaw“ anzulegen, also einen weiteren Saumpfad parallel zu dem bereits im Süden der Burg Gans verlaufenden Goldenen Steig, auf welchem schon seit langer Zeit Säumer zwischen Passau und Prachatitz Waren beförderten. Ein Teil des Handels zwischen Böhmen und Passau umging somit fortan die Stadt Prachatitz. Selbst nach den verheerenden Hussitenkriegen blühte der Handel auf diesem Weg wieder auf. Nach langem Prozessieren obsiegten die Prachatitzer schließlich im Jahre 1524. Fortan mussten die Säumer, die auf dem ältesten Zweig des „Goldenen Steiges“ bis nach Alt-Prachatitz und auf dem Rückweg von diesem Ort aus ihre Handelsware beförderten, wieder ausschließlich durch die Stadt Prachatitz ziehen und dort ihre Abgaben entrichten. Sablat verlor so die wichtigste Einnahmequelle und fiel auf die Bedeutung einer Ackerbürgerstadt zurück. Infolge der kleinen Hofstellen musste jeder Bürger daneben ein Handwerk oder Gewerbe ausüben, so etwa die Strumpfwirkerei oder Leinenweberei. Immerhin  konnten  die Sablater ihr Marktrecht und die Freiheit vom Robot über die Zeit des Feudalismus hinweg retten. Im Gegensatz zu den Bewohnern der umliegenden Dörfer waren zwar auch sie Untertanen der Rosenberger und ihrer Nachfolger, der Eggenberger und schließlich der Schwarzenberger; aber sie allein und einige wenige „Freibauern“ in den umliegenden Dörfern und Mühlen, die gleichfalls Sablater Bürger waren, mussten nicht für die Grundherrschaft an vielen Tagen im Jahr unentgeltlich arbeiten. Vermutlich war das der Grund für den ausgeprägten Bürgerstolz, den sich die Sablater bis zur Vertreibung im Jahre 1946 bewahrten.
Sablat blieb im Verlauf der Jahrhunderte nicht von Naturkatastrophen, insbesondere von Überschwemmungen, Hungersnöten und auch nicht von Kriegen und Brandkatastrophen verschont. So brannte im Jahre 1874 fast der ganze Ort ab, wobei 56 Häuser bis auf die Grundmauern zerstört wurden und 100 Familien obdachlos geworden sind. Ausweislich der Pfarrmatriken (ab 1646) war die Gegend nach dem Dreißigjährigen Krieg alles andere als menschenleer und musste daher nicht wieder durch Deutsche neu besiedelt werden. Die Hungersnöte zu Beginn der Siebzigerjahre des 18. Jahrhunderts forderten viele Menschenleben, insbesondere unter den zahlreichen Armen und Häuslern (Kleinlandwirten und Handwerkern). So hatte der Sablater Pfarrer mitunter an einem einzigen Tag gleich drei Tote zu beerdigen. Während der Napoleonischen Zeit litt Sablat unter häufigen und langen Einquartierungen durchziehender Truppen. „Rotmäntler“, also Husaren, sollen „alles Wild in den Wäldern“ erlegt haben. So hielt das Pfarrer Johann Adler im „liber memorabilium“, der Pfarrchronik, ausführlich fest. Im Revolutionsjahr 1848 wurde in Sablat eine „Nationalgarde“ aufgestellt, die allerdings nur zum „Paradieren“ Verwendung gefunden hat.
Auch in Sablat und den umliegenden Dörfern zwangen Not und Arbeitslosigkeit zahlreiche junge Leute, nach Amerika auszuwandern oder vorübergehend oder auf Dauer ihr Glück in den neuen Industriezentren der Monarchie oder in Sachsen zu suchen. Sablat war während der Ersten Republik Notstandsgebiet. Dieser Umstand und der zunehmende Nationalitätenzwist in der jungen Tschechoslowakei verhalfen auch hier der Sudetendeutschen Partei zur Mehrheit, zumal in Sablat und insbesondere den umliegenden deutschsprachigen Dörfern mit Ausnahme zugezogener Beamter und  sonstiger Staatsbediensteter und einiger weniger schon vor dem Ende des Ersten Weltkrieges hier ansässiger Tschechen ausweislich der Volkszählungslisten Deutsch die Muttersprache der großen Mehrheit der Einwohner gewesen ist.
Nach dem Münchner Abkommen wurde Sablat Teil des Deutschen Reiches. Die Grenze zum Protektorat Böhmen und Mähren war im Norden die Grenze der Gemeinden Oberschlag, Repeschin, Sablat und Obersablat. Nach der Kapitulation und noch während der Besetzung des Marktes und der umliegenden Dörfer durch die US-Army kamen aus benachbarten tschechischen Dörfern die ersten tschechischen „Verwalter“, die  Interesse an einem Anwesen hatten. Nach der Vertreibung der Deutschen, die sich bis in den Oktober 1946 hinzog, kamen später noch Exiltschechen und Slowaken aus der Ukraine und Rumänien zur Besiedelung der weithin menschenleer gewordenen Dörfer. Nach der Zwangskollektivierung im Jahre 1950 verloren sie alsbald wieder ihren landwirtschaftlichen Besitz.
Die Moderne begann erst nach der Vertreibung der deutschsprachigen Bevölkerung, als im Jahre 1948 Sablat und Obersablat mit Elektrizität versorgt worden sind. Wirschenitz folgte schließlich im Jahre 1967.
Ab dem Jahre 1990 nutzten viele ehemalige Sablater den Wegfall der Visumpflicht zu Besuchen in der alten Heimat, so insbesondere zur Wallfahrt nach Bad Grindschädel/Gutwasser.
Geschäftiges Leben, wie es bis zum Ende des Zweiten Weltkrieges und der Vertreibung der deutschsprachigen Bevölkerung in Sablat und den nunmehr eingemeindeten Dörfern geherrscht hat, ist aber schon deshalb nicht möglich, weil die heutige Zahl der Einwohner nur einen Bruchteil der damaligen Bevölkerung ausmacht. Lebten in Sablat und den heute eingemeindeten Ortschaften im Jahre 1939 insgesamt 1731 Menschen, so waren es zu Beginn des Jahres 2014 nur 354 Menschen, die hier ganzjährig wohnen.

## Sehenswürdigkeiten
- Pfarrkirche Johannes des Täufers

Vom einstigen Reichtum des Marktes zeugt die gotische Pfarrkirche. Sie ist Johannes dem Täufer geweiht. Das Presbyterium und die Sakristei stammen aus der Frühgotik. Kunsthistorisch besonders wertvoll sind die gut erhaltenen Fresken in der Sakristei, die heute als Winterkirche genutzt wird. Da durch den großen Brand im Jahre 1874 nur der Dachstuhl zerstört wurde, ist das spätgotische Netzgewölbe des zweischiffigen Langhauses unbeschädigt geblieben. So ist die ursprüngliche Architektur weitgehend erhalten. In der Barockzeit wurde aber die Südwand des Presbyteriums für den Anbau der St. Johann von Nepomuk geweihten Kapelle durchbrochen, um Platz für die wachsende Zahl der Gottesdienstbesucher zu schaffen. Bei Renovierungen in jüngster Zeit wurden auch auf der Nordseite des Langhauses Fresken frei gelegt. Der Hauptaltar stammt aus dem Jahre 1910. Von den barocken Seitenaltären mit ihren Akanthusrahmen ist besonders die Darstellung der Heiligen Familie am linken Seitenaltar zu erwähnen, die dem Prager Barockmaler Peter Johann Brandl (1668–1735) zugeschrieben wird.
Im Jahr 1916 waren die beiden größten Glocken vom Kirchturm entfernt und für Kriegszwecke eingeschmolzen worden. Im darauffolgenden Jahr geschah dies auch mit der verbliebenen kleinen Glocke. Durch die Gemeinde wurden bereits 1921 zwei neue Glocken beschafft, die jedoch im Zweiten Weltkrieg wiederum requiriert wurden.
Am Ende seiner Amtszeit ließ der ehrenamtliche Bürgermeister Vladislav Klabouch von Michal Votruba in Soběslav zwei neue Glocken gießen, die am 28. August 2022 durch den Budweiser Bischof Vlastimil Kročil geweiht wurden. Die Kosten dafür in Höhe von etwa 850000 Kč konnten mit dem Erlös einer Spendenaktion (375000 Kč) teilweise gedeckt werden. Den Rest trägt die Gemeinde Záblatí.
- Marterl und Friedhof

Kurz vor dem Friedhof am linken Ortsausgang steht neben dem letzten Wohnhaus und vor dem einstigen Schulhaus ein Marterl. Auf seiner Granitstele befindet sich ein Bild der Heiligen Dreifaltigkeit. Im Friedhof selbst stehen noch einige Kreuze aus Eisenguss, die sich über den erhaltenen Priestergräbern erheben. Im August 2019 wurde dort eine Gedenkstätte für die ehemaligen deutschen Bewohner der Pfarrei eingeweiht, die aus wiederaufgefundenen Grabsteinen und einem Granitkreuz besteht, dessen in der Länge gespaltener Stamm von mehreren Stahlelementen verbunden und stabilisiert wird.
- Wallfahrtskapelle Dobrá Voda (Gutwasser)

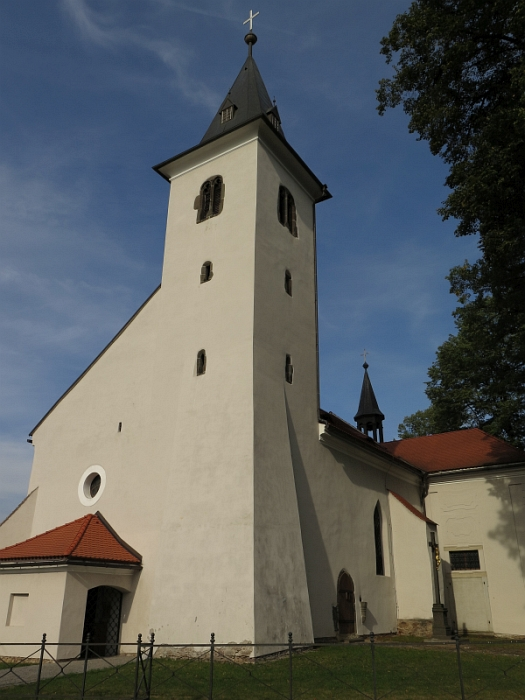
Pfarrkirche Johannes des Täufers in Záblatí
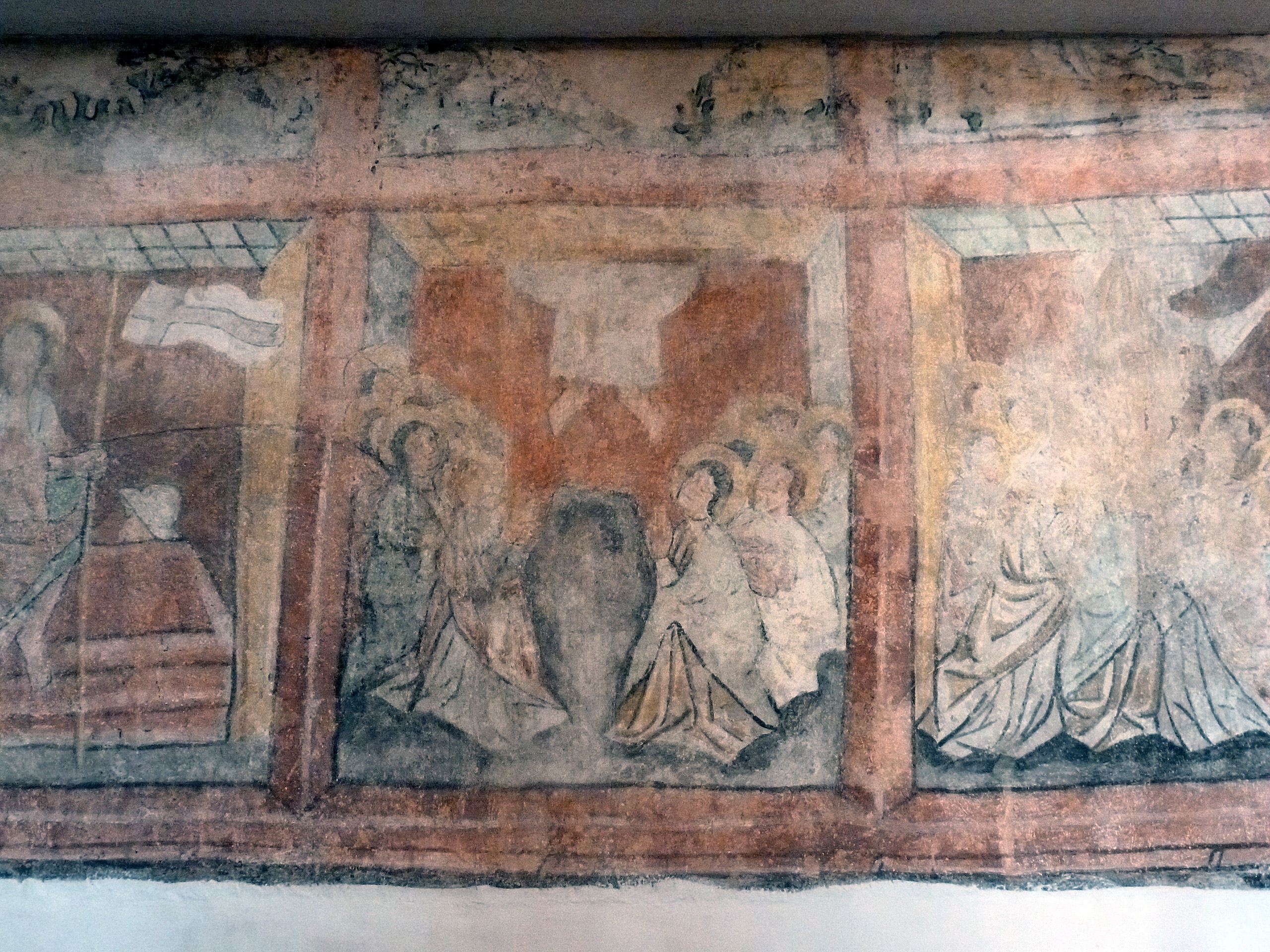
Fresken im Langhaus der Pfarrkirche
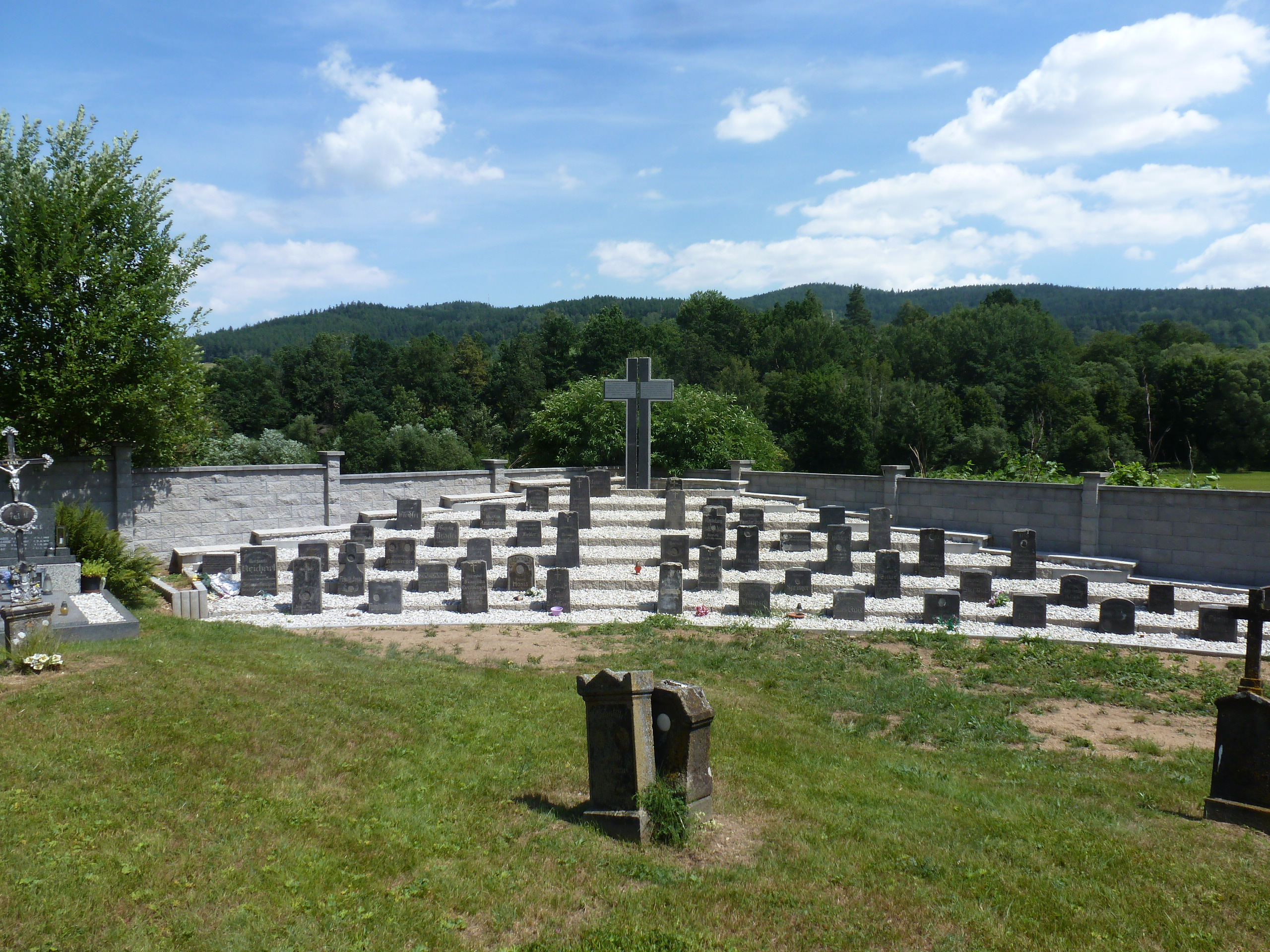
Gedenkstätte auf dem Friedhof in Záblatí
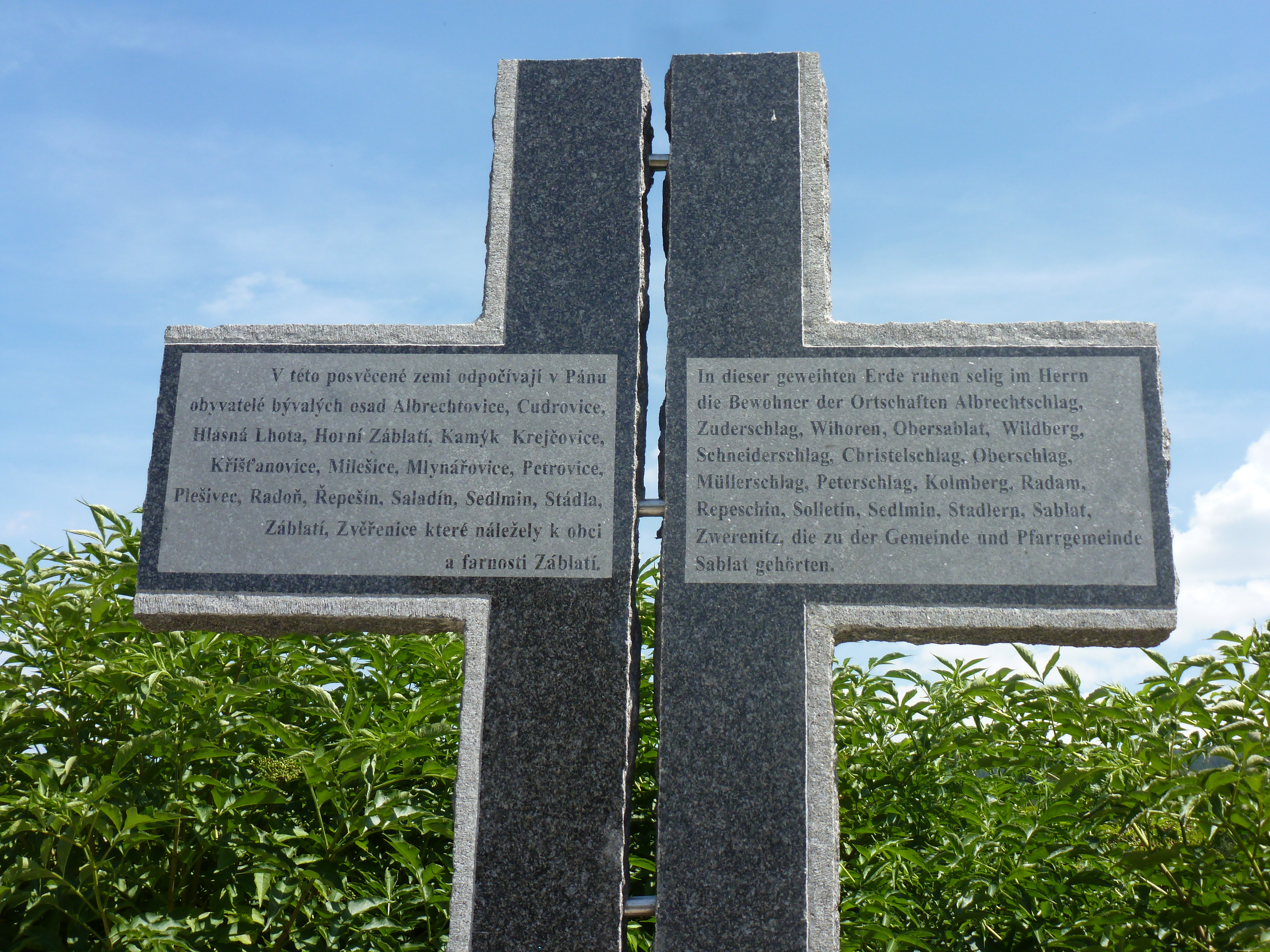
Gedenkkreuz auf dem Friedhof in Záblatí
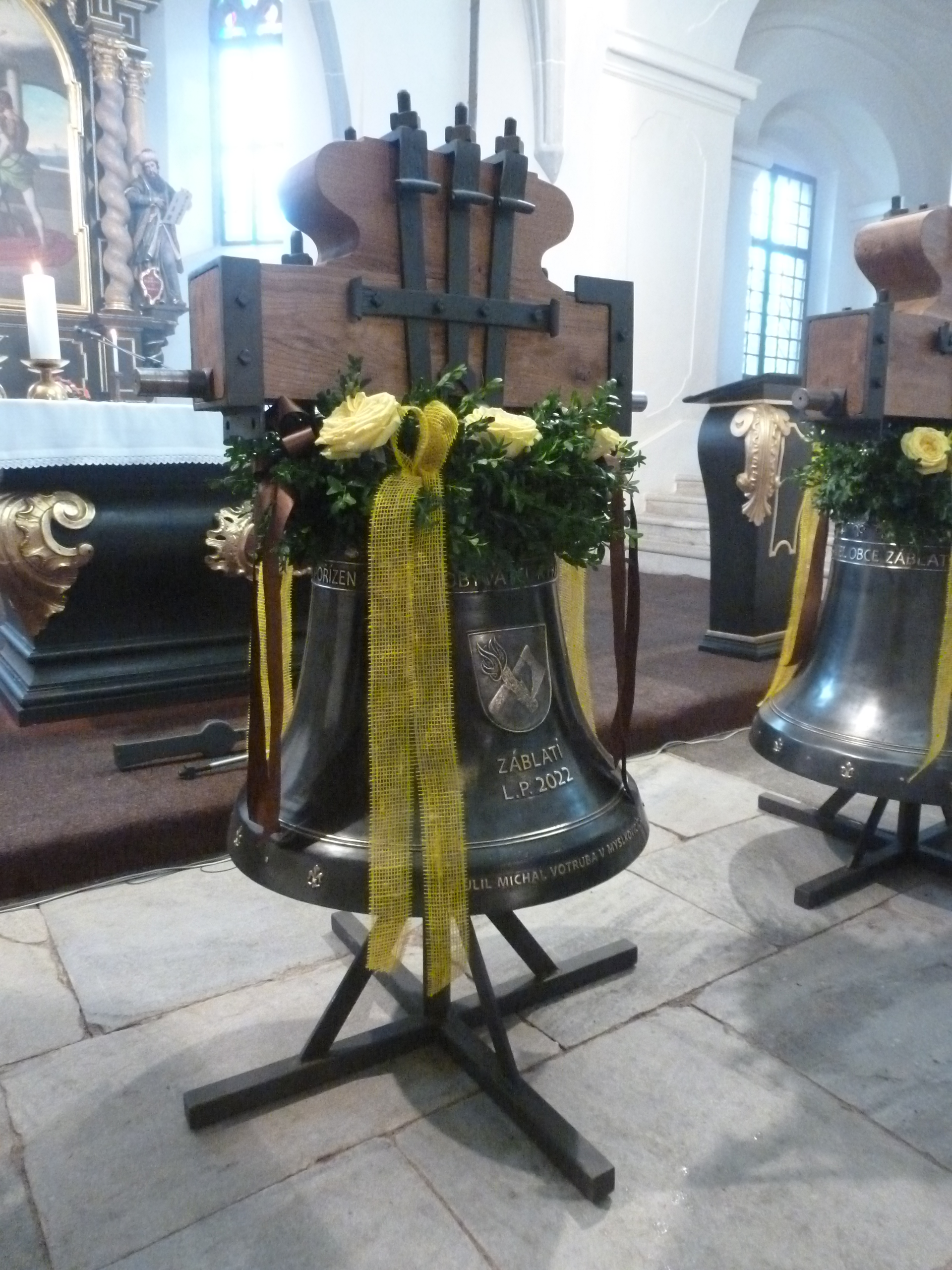
Glockenweihe August 2022

## Söhne und Töchter
- Johanna Mugrauer (1869–1940), österreichische Sängerin
- Franz Stumpf (1876–1935), österreichischer Politiker
- Walter Neuwirth (1935–2020), deutscher Ordensgeistlicher und Missionar

## Weitere Persönlichkeiten
- Miloslav Vlk (1932–2017), emeritierter Erzbischof von Prag, war während seiner Tätigkeit in Lažiště 1971 bis 1972 auch für die Pfarrei Záblatí zuständig
- Hans Foschum (1906–1956), böhmisch-österreichischer Architekt, verbrachte einen Teil seiner Kindheit in Sablat